# Imperial Bedroom
Az 1982-es Imperial Bedroom az Elvis Costello and the Attractions nagylemeze. Az album 6. lett a brit albumlistán, 30. Amerikában. A You Little Fool és a Man Out of Time kislemezek épphogy bekerültek a brit Top 60-ban, Amerikában egyik sem került fel a listákra.
Az év albuma lett a The Village Voice egyik felmérésében. 1998-ban a Q magazin minden idők 96. legjobb albumának nevezte. Ugyanebben az évben, a Rolling Stone magazin A '80-as évek 100 legjobb albuma listáján a 38. helyre került. 2003-ban 166. lett a Minden idők 500 legjobb albuma listán. Szerepel az 1001 lemez, amit hallanod kell, mielőtt meghalsz című könyvben.

## Az album dalai
| 1. | Beyond Belief        | Elvis Costello | 2:34 |
| 2. | Tears Before Bedtime | Costello       | 3:02 |
| 3. | Shabby Doll          | Costello       | 4:48 |
| 4. | The Long Honeymoon   | Costello       | 4:15 |
| 5. | Man Out of Time      | Costello       | 5:26 |
| 6. | Almost Blue          | Costello       | 2:50 |
| 7. | ...And in Every Home | Costello       | 3:23 |

| 1. | The Loved Ones     | Costello                | 2:48 |
| 2. | Human Hands        | Costello                | 2:43 |
| 3. | Kid About It       | Costello                | 2:45 |
| 4. | Little Savage      | Costello                | 2:37 |
| 5. | Boy with a Problem | Costello, Chris Difford | 2:12 |
| 6. | Pidgin English     | Costello                | 3:58 |
| 7. | You Little Fool    | Costello                | 3:11 |
| 8. | Town Cryer         | Costello                | 4:16 |

## Közreműködők
- Elvis Costello – ének, gitár, zongora
- Steve Nieve – zongora, orgona, hangszerelés
- Bruce Thomas – basszusgitár
- Pete Thomas – dob

## Fordítás
Ez a szócikk részben vagy egészben az Imperial Bedroom című angol Wikipédia-szócikk ezen változatának fordításán alapul.  Az eredeti cikk szerkesztőit annak laptörténete sorolja fel. Ez a jelzés csupán a megfogalmazás eredetét és a szerzői jogokat jelzi, nem szolgál a cikkben szereplő információk forrásmegjelöléseként.